# Podagrica fuscicornis
Podagrica fuscicornis là một loài bọ cánh cứng trong họ Chrysomelidae. Loài này được Linnaeus miêu tả khoa học năm 1766.

## Hình ảnh

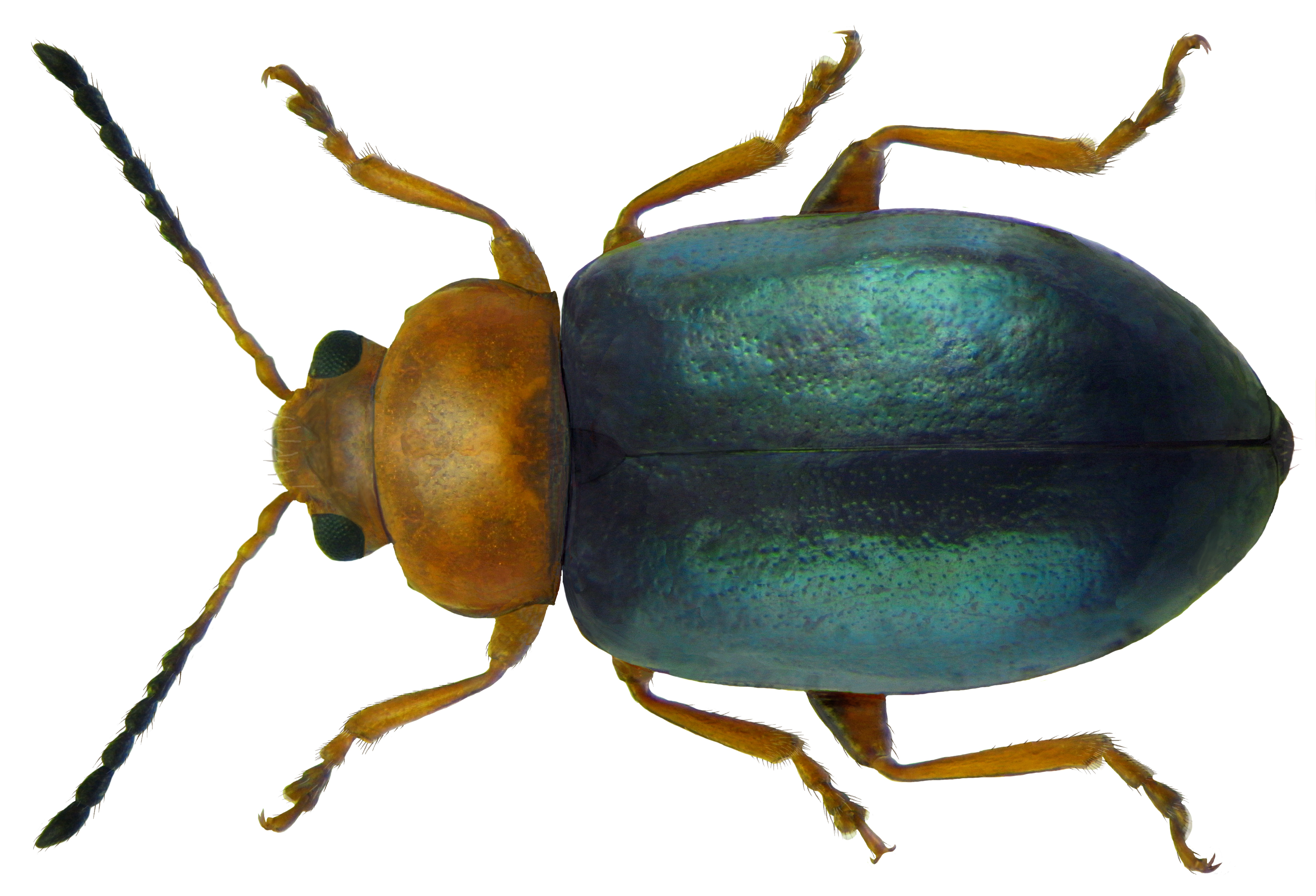
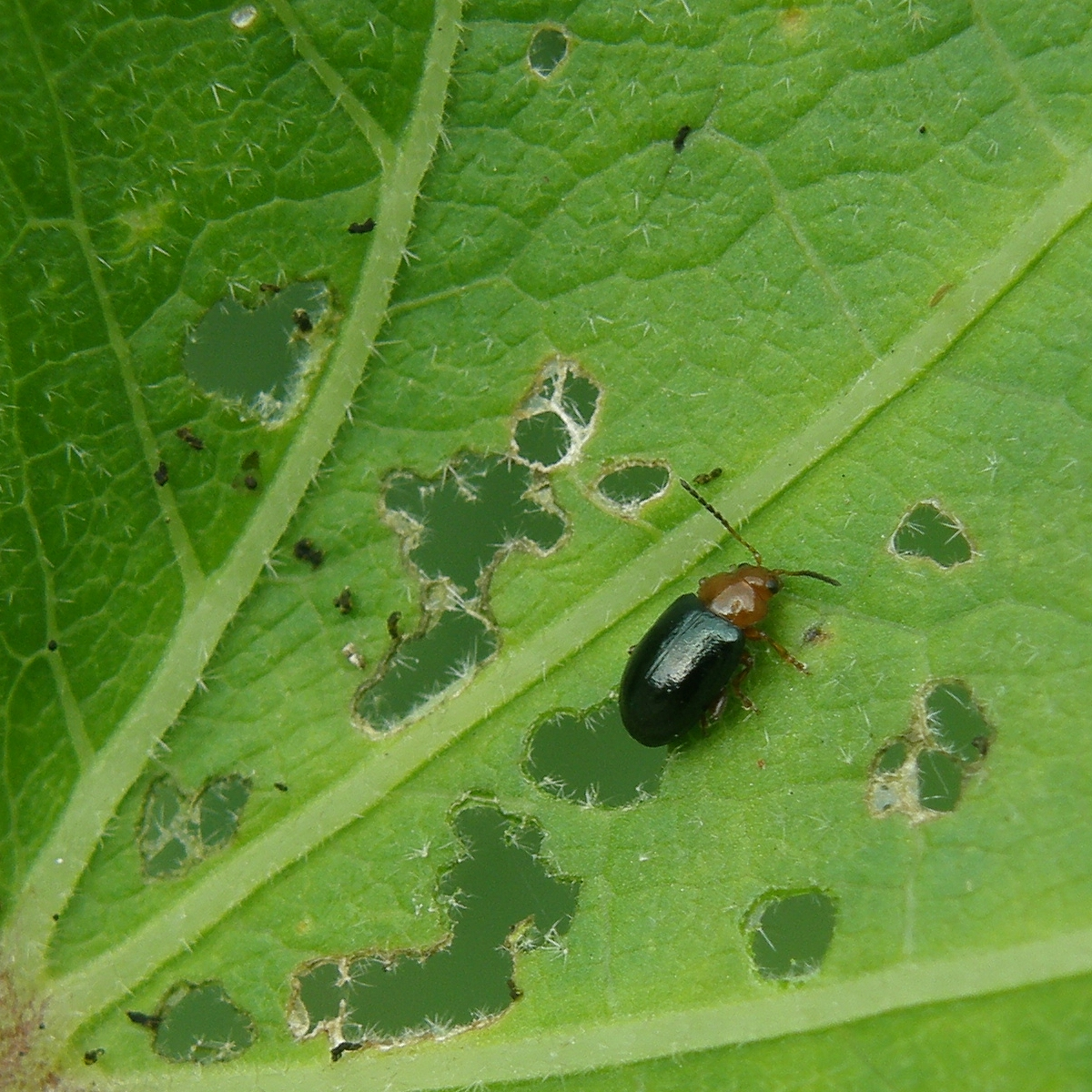
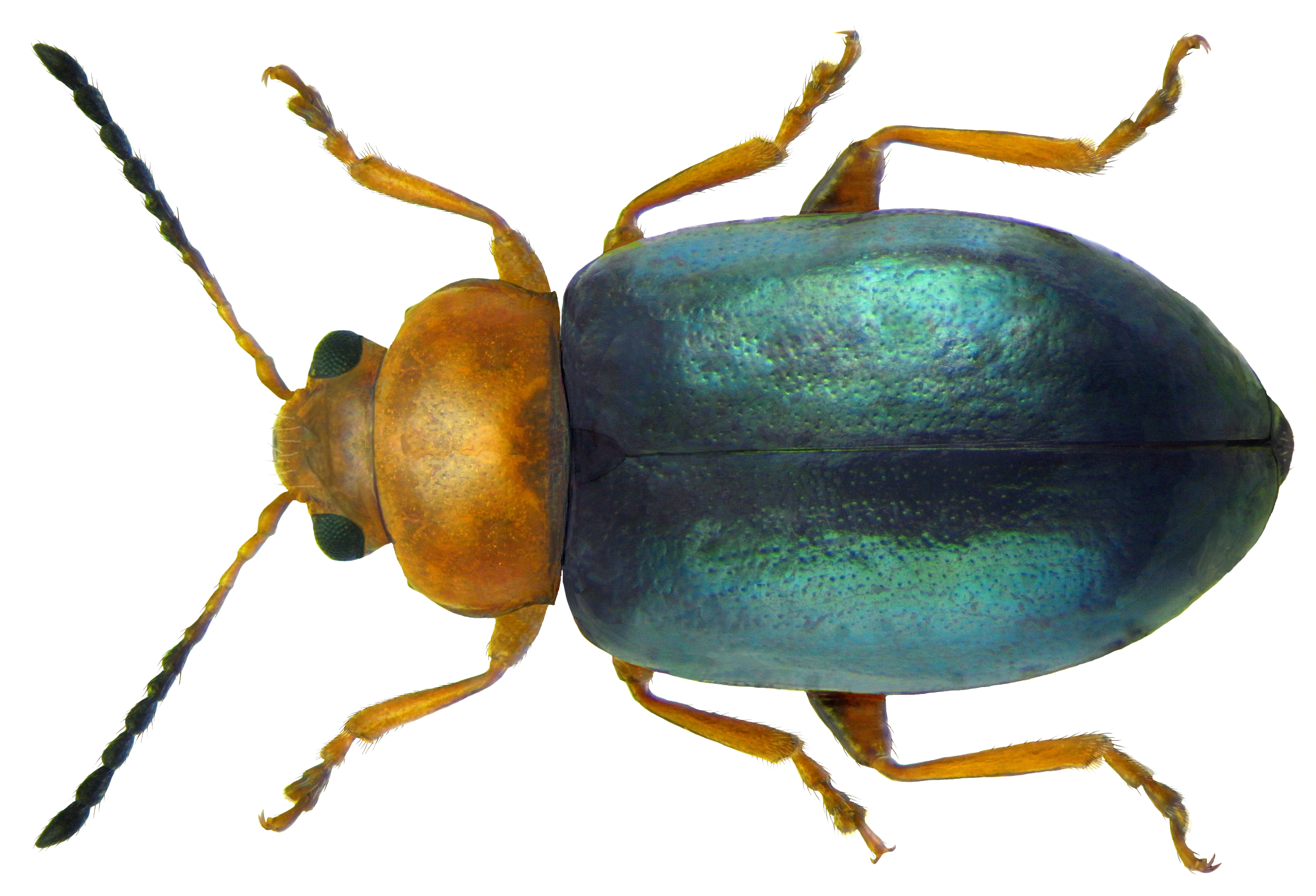
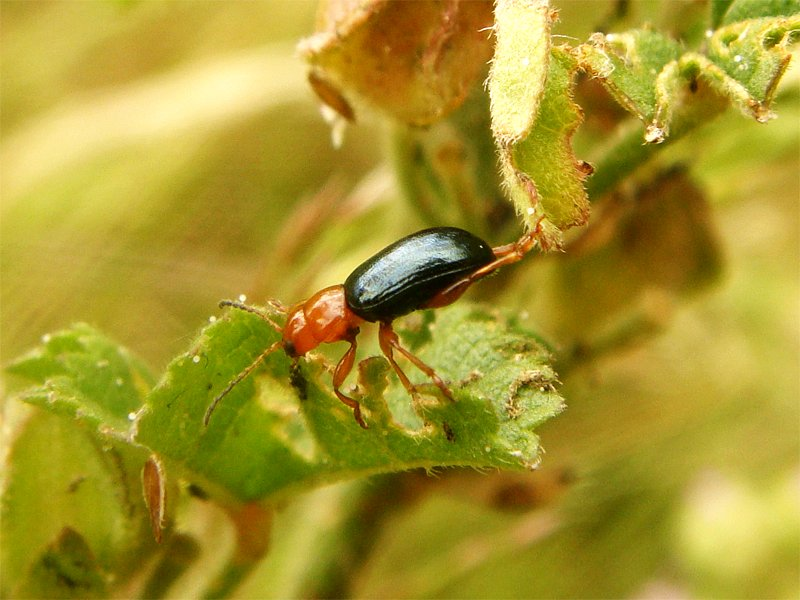